# Dorshout
Dorshout (im lokalen Dialekt Torsend) ist ein Teil der Ortschaft Veghel (Gemeinde Meierijstad) in der Provinz Noord-Brabant in den Niederlanden.

## Geographie
Der Weiler Dorshout befindet sich nordwestlich des Zentrums von Veghel am Ufer des Flüsschens Aa. Das älteste Industriegebiet Veghels trägt auch den Namen Dorshout. Dieses befindet sich am alten Hafen des Kanals Zuid-Willemsvaart.

## Geschichte
Dorshout gehört zu den ältesten Ortsteilen Veghels. In älteren Quellen wird es als Torhout oder Dorhout erwähnt. Charakterisierend für Dorshout ist die ländliche Struktur: ursprünglich bestand die Siedlung aus großen Bauernhöfen, wobei die Cruysbroedershoeve aus dem 15. Jahrhundert erwähnenswert ist. Die Landschaft um Dorshout wird geprägt durch die parzellierten Feuchtwiesen am Ufer der Aa. Westlich von Dorshout wurde zwischen dem 17. und 19. Jahrhundert viel Boden urbar gemacht, so dass eine strukturierte Landschaft, von Pappeln umsäumt, gebildet wurde.
In der heutigen Sluisstraat in Veghel befand sich eine dem heiligen Sebastian geweihte Kapelle. Sie wurde, wahrscheinlich weil sie sich südlich in der unmittelbaren Umgebung von Dorshout befand, die dorshoutsche Kapelle genannt. Diese Kapelle wurde um 1800 abgebrochen. Noch 1825 war die Stelle, an der sich diese Kapelle befand bekannt.

## Entwicklung
Gegenwärtig verläuft die Autobahn A2 mitten durch das Gebiet von Dorshout, wobei geplant ist, dass sich das Industriegebiet De Amert weiter in Richtung Dorshout ausbreiten soll. Die den Fluss umsäumende Pappellandschaft ist mittlerweile durch das Abholzen der Bäume verschwunden, der Fluss selbst ist begradigt. Die agrarische Bedeutung Dorshouts hat durch das Verschwinden der meisten großen Bauernhöfe im Zuge der Entwicklung der Landwirtschaft sehr stark abgenommen. Hierdurch hat Dorshout seinen ursprünglichen Charakter verloren, obwohl noch einige agrarische Großbauten erhalten sind, die jedoch gegenwärtig nur als exklusive Wohngelegenheit benutzt werden.

## Zukunft
Im Zuge des sogenannten Masterplans A des niederländischen Verkehrsministeriums ist geplant, dem Gebiet entlang dem Ufer der Aa eine höhere ökologische und rekreative Bedeutung zukommen zu lassen.